# Rudolf Caracciola

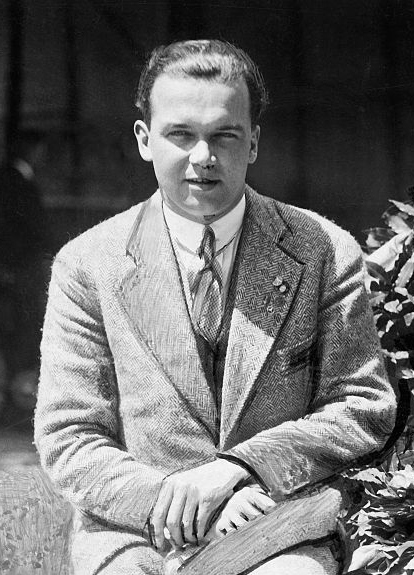
Caracciola in 1928

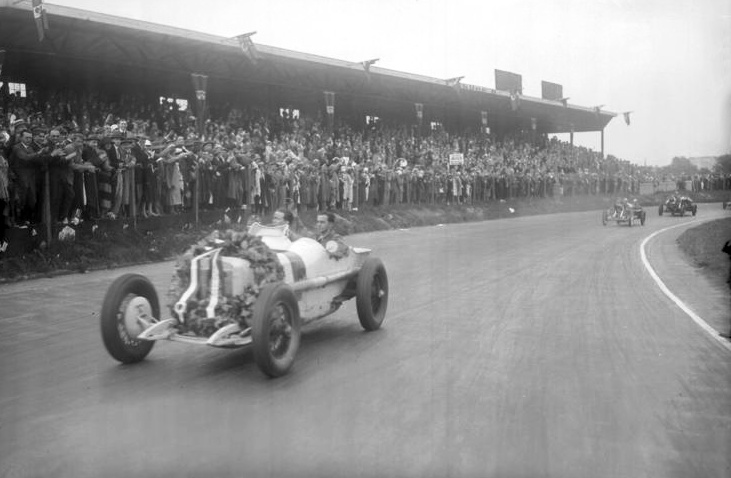
Caracciola (links) met bijrijder/monteur Eugen Salzer tijdens de ereronde van de Grand Prix van Duitsland, 1926

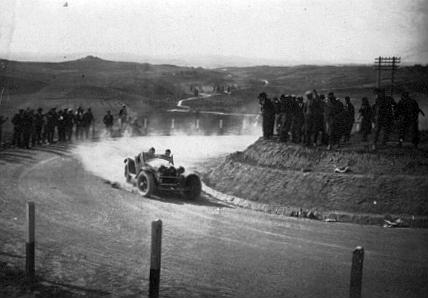
Wagen nr. 115, Caracciola in de Mille Miglia, 1932

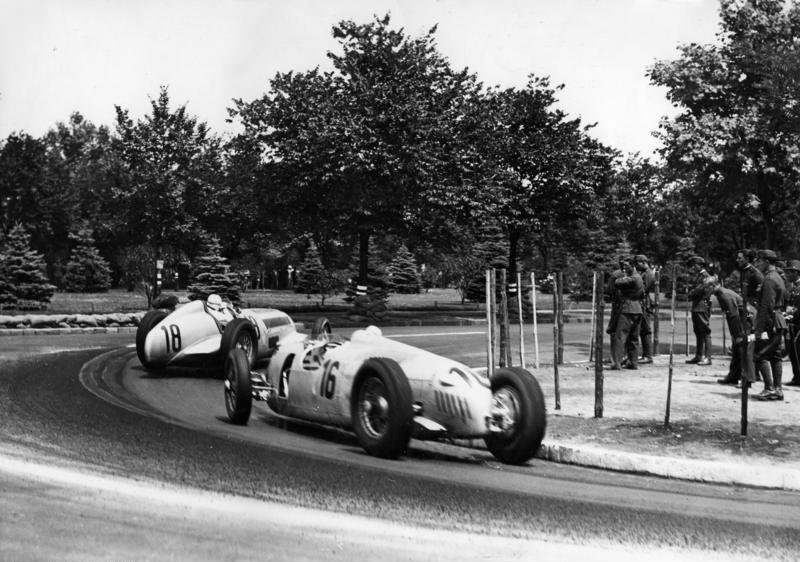
Grand Prix van Hongarije op 21 juni 1936. Caracciola nr. 18 - Rosemeyer nr. 16

Otto Wilhelm Rudolf "Karratsch" Caracciola [Karaatsijola] (Remagen, 30 januari 1901 - Kassel, 28 september 1959) was een van de succesvolste Duitse autocoureurs van zijn tijd.

## Levensloop
De levensloop van Caracciola laat zich lezen als een spannend (kinder)boek.
Hij werd als zoon van een hoteleigenaar geboren en zijn, van oorsprong Italiaanse vader wilde dat hij zou gaan studeren, maar dat mislukte omdat, zoals Caracciola junior zei "de inhoud van de boeken niet overeenstemde met de inhoud van zijn hoofd", en na een jaar verliet hij school. Toen kort daarop zijn vader overleed, besloot de familieraad dat Rudolf het hotelvak zou gaan leren om te zijner tijd de leiding over het familiebedrijf over te nemen.
Caracciola was echter een bevlogen auto- en motorsporter en hij wilde al van jongs af autocoureur worden. Hij had, met speciale toestemming, op zijn 15e jaar zijn rijbewijs al gehaald.
Autoracen werd toentertijd gezien als een hobbysport voor rijke mensen en daarom werd besloten tot een compromis en werd hij als stagiair bij de autofabriek Fafnir in Aken geplaatst, in de hoop dat het fabriekswerk hem zou gaan vervelen en hij alsnog de plannen van de familie zou volgen. Het liep echter anders en hij bleef meer dan een jaar in de fabriek werken tot een incident met een militair van de Belgische bezettingsmacht hem dwong Aken halsoverkop te verlaten en terug te keren naar zijn geboortestad Remagen.
Omdat Remagen ook in de bezettingszone lag, leek het de familie raadzaam dat hij de Rijnprovincie zou verlaten en hij vertrok naar Dresden waar hij vertegenwoordiger werd van het automerk Fafnir. Caracciola mocht als werknemer gebruikmaken van producten uit de fabriek en had op dat moment al diverse races gereden. Zijn eerste overwinning stamt dan ook al uit 1922 toen hij op 2 juli met een 6pk-Fafnir een wedstrijd won op de Opelbaan. Zijn tweede overwinning was in 1923, met een van een vriend geleende auto van het merk Ego, tijdens een stadionrace in Berlijn.
Als gevolg van deze overwinning werd Caracciola voorgesteld aan directeur Herzing van de Dresdener vestiging van de Daimlerfabrieken, die een introductie verzorgde voor een sollicitatiegesprek op het hoofdkantoor in Untertürkheim. Na een gesprek met de directie en een testrit met de heer Werner, een testrijder en racer die al voor Mercedes racete, werd hij aangenomen als autoverkoper, omdat autocoureur, ook bij Daimler, niet als beroep werd gezien.

### "Weekendracer"
Hij werd tewerkgesteld in de Daimlervestiging te Dresden en tijdens deze periode als autoverkoper reed hij diverse races met Mercedes-sportauto's die hij mocht gebruiken van zijn werkgever.
Vanaf 1923 tot 1926 reed hij voornamelijk als "weekendracer" voor Daimler en won hij met een Mercedes Type 6/25/40pk-sportwagen in Baden-Baden zijn eerste race voor Daimler en behaalde hij in datzelfde jaar nog elf andere zeges, echter nog niet in het "grote werk" zoals internationale grand prix-wedstrijden.

#### Eerste Grand Prix
Zijn doorbraak als semifabriekscoureur kwam in 1926. Op 11 juli van dat jaar werd op het Berlijnse Avus-circuit de eerste Duitse Grand-Prixwedstrijd gehouden gelijk met, een voor Mercedes marketingtechnisch meer belangrijker, race in Spanje. Het officiële fabrieksteam koos voor de race in Spanje en Caracciola rook zijn kans. Hij reisde af naar de fabriek en vroeg een raceauto ter beschikking.
Mercedes leende Caracciola en collega-coureur Adolf Rosenberger twee 2-liter M218-racewagens uit het bouwjaar 1923 met dien verstande dat zij als privépersonen zouden inschrijven. Rosenberger startte goed in de kop van het veld, gadegeslagen door 230.000 toeschouwers, maar Caracciola liet zijn motor afslaan. Zijn bijrijder/monteur Eugen Salzer sprong eruit en duwde de auto om deze aan de praat te krijgen, maar tegen de tijd dat zij aan de race konden beginnen, hadden ze meer dan een minuut achterstand op de leiders. Het begon te regenen, en Caracciola passeerde veel coureurs die hadden opgegeven of hun snelheid hadden aangepast aan de slechte omstandigheden.
Rosenberger verloor de controle over zijn auto in de Nord-Curve in de achtste ronde tijdens het passeren van een langzamere auto en crashte in een tijdwaarnemerspost, waarbij alle drie de officials om het leven kwamen. De race ging gewoon door en ook Caracciola bleef rijden. In de mist en regen had hij geen idee in welke positie hij zich bevond, maar hij besloot zo hard mogelijk door te rijden, zodat hij op zijn minst de finish zou halen. Toen hij in de 20e en laatste ronde over de streep kwam, was hij verrast dat hij de race gewonnen had. 
Caracciola werd, mede als gevolg van de overwinning in deze Grand Prix, in zijn verdere loopbaan "Der Regenmeister" genoemd vanwege zijn rijtalent op nat en daardoor glad wegdek. De latere ploegleider van Mercedes sprak in een interview over het uitzonderlijke rijtalent van Caracciola; "Ik ben er absoluut zeker van, dat Rudolf Caracciola de grootste was van alle racers uit die tijd. Hij was in alles anders dan een extraverte snelheidsmaniak. Hij was het tegengestelde van dat: hij was kalm, consistent, meer voorbehouden. Zijn rijstijl was van dezelfde aard: geen spinnende wielen, geen rokende banden op de betonnen racebaan en beslist geen "showman". Hij reed een goede en nauwkeurige stijl en bij het nemen van een bocht deed hij dat in zo'n beheerste en discrete drift, dat je het haast niet opmerkte."
Het prijzengeld van 17.000 Reichsmark gebruikte Caracciola om een Mercedes-Benzdealerschap te beginnen op de prestigieuze Kurfürstendamm in Berlijn. In die tijd trouwde hij met zijn vriendin Charlotte Niemann, die hij in 1923 had ontmoet toen hij verkoper was bij de Daimlervestiging in Dresden.

#### Nürburgring
Een jaar later won hij de eerste wedstrijd op de Nürburgring, een toen nieuw aangelegd en later berucht circuit in het Eifelgebergte.
Dit circuit, ook bekend als "De Groene Hel", heeft 172 bochten, waaronder een bijzonder scherpe linkerbocht, "Karussell" genaamd. Caracciola maakte er een gewoonte van om deze bocht binnendoor te "snijden" omdat de bocht daar een positieve verkanting had. Het was daardoor mogelijk een significant hogere bochtsnelheid te halen.
Het daaropvolgend jaar werden hier betonplaten gelegd zodat deze (komvormige) bocht in het vervolg deel uitmaakte van het circuit. Ter gelegenheid van de 100ste verjaardag c.q. gedenkdag van Caracciola werd deze bocht omgedoopt in de “Caracciola-Karussell”.

#### 24 uren van Le Mans
Dit was, en is tot op heden nog steeds, een van de meest prestigieuze races in Europa. Rudolf Carraciola nam met équipier Christian Werner in 1930 aan deze race deel in een 7,1 liter-SSK Mercedes voorzien van een supercharger.
 In die tijd werd de 24 uren van Le Mans gedomineerd door Bentley met hun team genoemd: The Bentley Boys.

Mercedes was slechts vertegenwoordigd met één auto en moest het opnemen tegen een overmacht aan Bentleys.
De Mercedes SSK leverde echter veel betere prestaties dan de Bentley Speed Six door het toepassen van een supercharger. Deze was echter alleen bedoeld voor incidenteel gebruik, zoals inhalen en accelereren omdat bij continu gebruik de motor te zwaar belast werd. Hiermee bekend, werd door de Bentley Boys tot de tactiek besloten om Caracciola, per toerbeurt zodanig op te jagen dat hij vrijwel constant zijn supercharger moest gebruiken. Daardoor raakte de motor inderdaad overbelast en moest Caracciola na 85 ronden opgeven. 
Hij heeft de 24 uur van Le Mans nooit op zijn palmares kunnen bijschrijven.

#### Heuvelklimwedstrijden
Caracciola was zeer succesvol bij heuvelklimwedstrijden. Hij werd in 1930 en '31 Europees kampioen in de sportwagenklasse met Mercedes-Benz en in 1932 Europees kampioen in de racewagenklasse met Alfa Romeo.

#### Mille Miglia
Hij won in 1931, als eerste niet-Italiaan, de beroemde Mille Miglia in Italië, ondanks het feit dat Mercedes-Benz als gevolg van de crisistijd slechts beperkt fabriekssteun kon leveren.

#### Alfa Romeo-periode
Mercedes besloot in 1932, als gevolg van de slechte economische vooruitzichten, de raceactiviteiten helemaal te staken en Caracciola zag zich genoodzaakt om zich aan Alfa Romeo te verbinden teneinde zijn carrière voort te kunnen zetten. Dit was slechts voor één jaar omdat ook Alfa Romeo zich genoodzaakt zag de dure racesport als gevolg van de crisis, te staken. Samen met de Franse coureur Louis Chiron richtte hij het Scuderia C.C. op om als privérijder deel te kunnen nemen aan de autosport.
Tijdens een ongeval bij de training van de Grand Prix van Monaco liep hij zwaar letsel op aan zijn heupgewricht en bovenbeen, als gevolg waarvan hij altijd een (beperkte) handicap overhield.

### Privé
Het begin van de jaren dertig was voor Caracciola geen gelukkige tijd: het stoppen van Mercedes-Benz in de racerij, het overlijden, door een lawineongeval, van zijn geliefde echtgenote Charlotte ("Charly") Niemann en het moeizame herstel van zijn ongeval hadden grote gevolgen. Caracciola belandde in een diepe depressie en sloot zich maandenlang op in zijn huis in de bergen bij Arosa, tot Alfred Neubauer, de teamleider van Mercedes en een persoonlijke vriend, hem kwam vragen om zich weer bij het Mercedesteam aan te sluiten. Na enkele jaren ging het op het persoonlijke vlak ook weer bergopwaarts toen Caracciola hertrouwde met een oude bekende uit de racewereld: Alice "Baby" Hoffmann, een deskundige op het gebied van tijdwaarneming in de autosport.

#### "Silberpfeil"-periode 1934-1939
Deze periode was het hoogtepunt van Rudolf Caracciola's carrière.
Tijdens de opkomst van het nationaalsocialisme in Duitsland werd er veel geld geïnvesteerd in de sport. Zo werden de Olympische Zomerspelen van 1936 in Berlijn georganiseerd. Ook de autosport werd door de staat gesponsord om hiermee als propagandamiddel Duitsland weer op de kaart te zetten.
Mercedes-Benz keerde weer terug in de racerij en vierde met het type W125 talloze overwinningen, ondanks dat het debuut van deze beroemde raceauto bijna in een flop ontaardde. De dag voor de eerste race bleken de auto's één kilo zwaarder te zijn dan volgens de reglementen was toegestaan (751 kg in plaats van 750 kg) en als gevolg daarvan zouden ze niet mogen starten.
Duitse racewagens waren volgens de toen geldende gewoonten wit gespoten, maar de vindingrijke ploegleider Neubauer besloot de verf van de carrosserie te laten afschuren om gewicht te besparen. Onder de lak kwam het glimmende aluminium tevoorschijn en het begrip "Silberpfeil" (zilveren pijl) was geboren.
Caracciola's enige concurrentie van betekenis kwam van Mercedesploeggenoten (Manfred von Brauchitsch, Hermann Lang, Dick Seaman) en van het, ook door de staat gesubsidieerde, Auto-Union met de rijders Hans Stuck, Bernd Rosemeyer en later Tazio Nuvolari. Caracciola werd gedurende deze periode drie keer Europees kampioen, vergelijkbaar met de huidige kampioenstitel in de Formule 1.

#### Snelheidsrecords
In oktober 1936 werd er door Caracciola in een Mercedes-Benzracewagen voorzien van een stroomlijncarrosserie een aanval gedaan op het wereldsnelheidsrecord. Hij bereikte op een afgesloten gedeelte van de net voltooide autobaan van Frankfurt am Main naar Heidelberg een topsnelheid van 366,9 km/u. Twee jaar later, in januari 1938, bereikte hij op de autobaan Frankfurt am Main naar Darmstadt een topsnelheid van 432,7 km/u.
Datzelfde weekend was Auto-Union op hetzelfde traject aanwezig om ook een aanval te doen op het snelheidsrecord, maar tijdens deze pogingen kwam Bernd Rosemeyer (een goede vriend van Caracciola) door een ongeval om het leven.

### Tweede Wereldoorlog
Caracciola ontmoette Adolf Hitler voor het eerst in 1931. Hitler had een Mercedes Benz 770 besteld, op dat moment de meest luxeauto die Mercedes in het programma had. Door de vele speciale wensen die de nazipartijleider had (het dashboardkastje, bijvoorbeeld, moest zo ontworpen zijn dat een revolver makkelijk voor het grijpen lag) was de afgesproken leveringsdatum niet gehaald en om Hitlers boosheid daarover te temperen, werd Caracciola afgevaardigd de auto af te leveren bij het Bruine Huis in München. Hij reed met Hitler en zijn nichtje Geli Raubal door de stad om de auto te demonstreren maar mocht van de partijleiding niet sneller rijden dan 30 km/u. Later, in 1958, schreef Caracciola dat hij niet bijzonder onder de indruk was van Hitler: "Ik kon mij niet voorstellen dat deze man de eigenschappen had om de politieke macht over te nemen."
Caracciola was niet politiek geëngageerd maar tijdens de aanloop naar de Tweede Wereldoorlog wel lid van het Nationalsozialistisches Kraftfahrkorps (NSKK). Hij was geen lid van de Nationaalsocialistische Duitse Arbeiderspartij (NSDAP) maar werd, uit hoofde van zijn populariteit, door de nazi's wel "gebruikt" voor propagandadoeleinden. 
Hieraan verleende hij niet altijd zijn medewerking. Toen hem bijvoorbeeld in 1942 door Adolf Hühnlein werd gevraagd demonstratieritten voor Duitse militairen te verzorgen, weigerde hij dit met als reden: "Ik kan het niet over mijn hart verkrijgen soldaten te motiveren om te strijden voor een overwinning waarin ikzelf niet kan geloven." 
 Sedert 1930 woonde Caracciola in Lugano in Zwitserland en hij en zijn vrouw brachten daar de Tweede Wereldoorlog door. Ondanks de strikte controle op deviezen, werd zijn pensioen van Mercedes-Benz hem in Zwitserse franken uitbetaald totdat dit onder druk van de nazipartij in 1942 gestopt werd.

### Naoorlogse jaren
Caracciola nam in 1946 de Zwitserse nationaliteit aan. De reden hiervoor was waarschijnlijk dat hij zodoende snel weer kon gaan racen, aangezien het voor Duitse staatsburgers toentertijd verboden was om aan wedstrijden deel te nemen.
In datzelfde jaar werd hij uitgenodigd door Pop Meyers, de vicepresident van de Indianapolis Motor Speedway, om deel te nemen aan de Indianapolis 500 met een racewagen van Mercedes-Benz, maar omdat de fabrieken in Stuttgart in bezet gebied lagen, was het onmogelijk de raceauto's vrijgegeven te krijgen. Caracciola besloot om toch naar de Verenigde Staten te reizen om als toeschouwer de race mee te maken. Daar aangekomen deed zich de mogelijkheid voor om toch aan de race deel te nemen toen hem een raceauto ter beschikking werd gesteld door een lokale racer, Joe Thorne, die door een blessure zelf niet kon rijden.
Voor de Indy 500 dient men zich te kwalificeren en tijdens deze pogingen kreeg Caracciola op racesnelheid een aanrijding met een vogel, die zijn hoofd raakte. In die tijd reed men nog met open helmen en een racebril. Het kostte hem vele jaren en een intensieve revalidatie om volledig te herstellen.

#### Comeback
In Europa werd er na de oorlog nauwelijks geracet, en pas in 1952 probeerde Caracciola (toen 51 jaar oud) een comeback te maken tijdens de Mille Miglia in een Mercedes-Benz 300SL "Gullwing". Hij bereikte de 4e plaats.
In datzelfde jaar overkwam hem weer een zwaar ongeval. Tijdens een korte (trainings)race op het Zwitserse Bremgartencircuit bij Bern die als voorbereiding op deelname in de 24 uur van Le Mans op het Circuit de la Sarthe in Le Mans bedoeld was, kwam Caracciola zwaar in aanrijding met een boom vanwege een defect aan het remsysteem.  Hij brak hierbij op drie plaatsen zijn linkerbeen en knie. Doordat hij aan zijn rechterbeen en heup al licht gehandicapt was, herstelde hij nooit meer zodanig dat hij zijn racecarrière succesvol kon oppakken, maar hij bleef wel in dienst van Mercedes-Benz voor promotietaken.
Caracciola stierf op 28 september 1959 te Kassel op slechts 58-jarige leeftijd aan leverfalen als gevolg van cirrose en werd begraven op het kerkhof van Lugano-Castagnola in Zwitserland. Hij was tweemaal getrouwd geweest en liet geen kinderen achter.
In 1998 werd hij opgenomen in de International Motorsports Hall of Fame en zijn talrijke sportprijzen en bekers zijn in het museum op de Indianapolis Motorspeedway tentoongesteld.

## Palmares
| Titel                         | Jaartallen                         |
| ----------------------------- | ---------------------------------- |
| 3x Europees Kampioen          | 1935, 1937, 1938                   |
| 6x Grand Prix van Duitsland   | 1926, 1928, 1931, 1932, 1937, 1939 |
| 2x Grand Prix van Italië      | 1934, 1937                         |
| 1x Grand Prix van Frankrijk   | 1935                               |
| 3x Grand Prix van Zwitserland | 1935, 1937, 1938                   |
| 1x Grand Prix van België      | 1935                               |
| 1x Grand Prix van Spanje      | 1935                               |
| 1x Grand Prix van Monaco      | 1936                               |
| 1x Mille Miglia               | 1931                               |
| 3x Europees Bergklim-kampioen | 1930, 1931, 1932                   |